# Manuel Romero Ancona
Manuel Romero Ancona fue un político y abogado mexicano nacido en Tixkokob y fallecido en Mérida, Yucatán. Fue gobernador de Yucatán de 1878 a 1882. Fue el primer gobernador electo de Yucatán durante el porfiriato.

## Datos históricos
Romero Ancona tuvo como compañero de fórmula en la vice-gubernatura del estado a José María Iturralde Lara quien había sido gobernador interino en fecha inmediata anterior. Este último volvería a ser gobernador interino en varias ocasiones.
La gestión de Romero Ancona fue marcada por su pugna con el periodista José Vidal Castillo, director de la Revista de Mérida, órgano antecedente del actual Diario de Yucatán, a quien mandó aprehender, vejándolo, por hacer juicios "indebidos" de la administración pública. La aprehensión fue revertida por un fallo de la Suprema Corte de Justicia de la Nación.
Promulgó el decreto de creación de la Escuela Normal de Profesores ante la necesidad manifiesta de incrementar el número de mentores en Yucatán. También revirtió un decreto del gobernador Manuel Cirerol y Canto por el que se había nombrado al poblado Sierra Papacal con el nombre de Justo Sierra  O'Reilly.
En 1890 intentó reelegirse gobernador, sin lograrlo.